# Дальтелефильм
«Дальтелефильм» — советская, а позже российская студия по производству телевизионных документальных, научно-популярных и учебных фильмов, расположенная во Владивостоке.

## История
Студия «Дальтелефильм» была создана как структурное подразделение Приморского комитета по радиовещанию и телевидению 1 января 1968 года путём преобразования Главной редакции производства программ на плёнке.
Главным редактором был назначен Павел Шварц, в сценарную коллегию входили Борис Лившиц, Владимир Пушкин, Константин Шацков, старший режиссёр Альберт Масленников, режиссёры Юрий Шепшелевич, Олег Канищев, Леонид Сафрошин, Николай Ермоленко, Эдуард Тополага, Валерий Соломин.
В сентябре 1994 года решением генерального директора ГТРК «Владивосток» студия была закрыта, а её здание передано в аренду коммерческой студии телевидения «Российская вещательная корпорация».
9 мая 1995 года под брендом «Дальтелефильм» на остатках цветной киноплёнки был снят последний фильм-репортаж «В тот день закончилась война».

## Фильмы
В год на студии «Дальтелефильм» снимали в среднем по 4 часа 50 минут фильмов — 12-14 картин на 35-мм киноплёнке. Каждый режиссёр снимал по два, реже три фильма в год, а темы распределялись следующим образом: один фильм обязательный, один по выбору. Всего за годы существования студии было создано 393 фильма — «многотомная» хроника жизни и преобразования Дальнего Востока.